# Ульянов, Александр Андреевич
Алекса́ндр Андре́евич Улья́нов (21 июня 1936, Ленинград — 12 марта 2012, Петрозаводск) — советский и российский театральный актёр, народный артист Российской Федерации (2004).

## Биография
Родился в Ленинграде. Летом 1941 года, находясь с матерью на даче в Псковской области, оказался на оккупированной немцами территории. В конце 1944 года Ульяновых депортировали в Латвию, в 1945 году — в концентрационный лагерь в Австрию.
Школьником занимался в театральном кружке. Работал на лакокрасочном заводе имени Д. И. Менделеева, с 1958 по 1960 год — курсант Ленинградской школы милиции.
Снимался в групповках на «Ленфильме». Поступил на вечернее отделение театрального факультета Ленинградского государственного института музыки и кино, но не окончил его. В 1962—1966 годах — актёр в Ленинградском театре драмы и комедии.
В 1966—1976 годах — в труппе Карельской государственной филармонии, затем — в Борисоглебском драматическом театре имени Н. Г. Чернышевского и в Приморском театре драмы имени М. Горького (Владивосток).
С 1976 года — в Сахалинском областном драмтеатре имени А. П. Чехова (Сахалинский международный театральный центр имени А. П. Чехова — с 1990-х годов). Им сыграно более ста ролей из русской и зарубежной классики, современной драматургии.
С 2008 года — на пенсии. В 2009 году переехал с семьёй в Петрозаводск.
Член Союза театральных деятелей РФ.
Скончался 12 марта 2012 года. Похоронен на Сулажгорском кладбище Петрозаводска.

### Семья
Был женат на Валерии Георгиевне Ульяновой, уроженке Петрозаводска.

## Театральные работы
- «Визит» — Катков
- «Вишнёвый-с. Ад» по пьесе А. Чехова — Фирс
- «Дорогая Памела» Дж. Патрика — Сол Бозо
- «Доходное место» А. Островского — Юсов
- «Единица любви»
- «Женитьба» Н. Гоголя— Жевакин
- «Интервью в Буэнос-Айресе» Г. Боровика — генерал Хименес
- «Князь Серебряный»
- «Колхас» по А. Чехову — Светловидов
- «Лес» А. Островского — Карп
- «Медведь» А. Чехова — Смирнов
- «На бойком месте» А. Островского — Бессудный
- «На всю жизнь» — генерал-губернатор Корф
- «Настоящий Запад» С. Шепарда — Сол Килмер
- «Прибайкальская кадриль» В. Гуркина — Саня Арефьев
- «Протокол одного заседания» А. Гельмана — Батарцев
- «Свои люди — сочтемся!» А. Островского — Рисположенский
- «Семнадцать мгновений весны» Ю. Семёнова — штурмбанфюрер Штирлиц
- «Смех и слёзы» по рассказам А. Чехова — Ребротесов
- «Стакан воды» по мотивам пьесы Э. Скриба — Болинброк
- «Чайка» А. Чехова — Шамраев
- «Шалый берег» Б. Кривошея — Соколов

## Фильмография
- 1962 — Завтрашние заботы — эпизод
- 1967 — Женя, Женечка и «катюша» — эпизод
- 1991 — Заряженные смертью — капитан шхуны-нарушителя
- 1993 — Отряд «Д» — кэп
- 1993 — Твоя воля, Господи! — эпизод
- 1994 — Мастер и Маргарита — барон Майгель
- 1999 — Транзит для дьявола — кэп
- 2007—2011 — Полиция Хоккайдо. Русский отдел

## Почётные звания и награды
- заслуженный артист РСФСР (15 августа 1986)[5];
- народный артист Российской Федерации (7 апреля 2004)[6];
- медаль «Ветеран труда»[2].